# Ибрахим (пророк)
Вижте пояснителната страница за други значения на Ибрахим.
Ибрахим (на арабски: ابراهيم), библейският патриарх Аврам, е важен пророк в исляма.
Той е син на Тарак и баща на пророка Исмаил – неговия първороден син, който е смятан за баща на арабите.
Ибрахим често е наричан Халил Аллах (Приятел на Аллах). Неговият баща умира, когато той е много малък, и за това е отгледан от своя чичо Азар, който е езичник.
Много от библейските пророци са смятани за пророци на Аллах в Исляма, следователно и за мюсюлмани (т.е. монотеисти). Ибрахим е смятан за ханиф, т.е. откривател на монотеизма, без да е бил учен от пратеник.
Тъй като ислямът, християнството и юдаизмът признават и почитат Ибрахим (Аврам), те често са наричани Авраамически религии.

## Според Корана
Ибрахим е централна фигура в Корана. Там е описан като лидер на човечеството , пророк, приятел на Бог и един от праведните. Той е определен като правоверен и като първия мюсюлманин. Ибрахим и синът му Исмаил са поправили храма Кааба в Мека. Ибрахим има важна роля и в един от стълбовете на Исляма - хаджът, който е поклонение в Свещената джамия. Един от принципите на хаджа е спомнянето за това как Ибрахим е жертвал Исмаил (първородният му син) и неговият път към олтара, където Иблис (Сатаната) се опитал да го разколебае три пъти. Тези три места, където сатаната се опитал да го разколебае, се маркирани със стълбове, които биват символично замеряни от поклонниците с камъни. Освен това хаджът възпоменава и жертвеността и опитите на жената на Ибрахим, Хаджре (Агар), за Исмаил, когато той бил малък и жаден почти до смърт. Тя тичала между двата хълма Сафа и Маруа и този ритуал, Сааий (борба, усилие), е задължителен за всички поклонници в Мека. Най-накрая тя видяла, че в близост до сина ѝ е бликнал извор. Този извор става основната причина за възникването на Мека, след като питейната вода била много рядко срещана в този пустинен район и много племена се заселили там. Този извор е известен от хиляди години. Ибрахим заселил жена си и сина си в долината на Мека, където се родила цивилизацията, от която произхожда Мохамед.
По петкратната ежедневна молитва мюсюлманите произнасят специална молитва за благослов на Мохамед, Ибрахим и техните семейства. Според ислямската традиция, Ибрахим е погребан в град Хеброн.